# Madrid
Madrid (latinul: Matritum vagy Madritum) Spanyolország fővárosa, legnagyobb városa és az azonos nevű tartomány székhelye. A Madridi főegyházmegye érseki székvárosa Területe 607 km². Lakosainak száma megközelítőleg 3,3 millió, elővárosokkal együtt pedig körülbelül 6,3 millió fő. Berlin után az Európai Unió második legnagyobb városa. Területének több mint 50%-át utcák, terek és parkok alkotják. A város a Manzanares folyó mentén fekszik, és mind az ország, mind a Madridi Autonóm Közösség központjában (amely magában foglalja Madridot, agglomerációját és a környező városokat és falvakat) helyezkedik el. Madridban található a kormány és a spanyol király székhelye, emellett az ország politikai, gazdasági és kulturális központja is egyben. A jelenlegi polgármester a Néppártból származó José Luis Martínez-Almeida.
A madridi agglomeráció rendelkezik a harmadik legmagasabb GDP-vel az Európai Unióban. A város befolyása megmutatkozik a politikában, az oktatásban, a médiában, a divatban, a tudományban, a kultúrában és a művészetben is. Mindez hozzájárul ahhoz, hogy Madrid a világ egyik legfontosabb és legnépszerűbb városa. Gazdasági teljesítménye, magas életszínvonala és széles piaca miatt Madrid Dél-Európa és az Ibériai-félsziget legnagyobb pénzügyi központja. A város számos nagy spanyol cég székhelye, mint például a Telefónica, az Iberia Airlines vagy a Repsol. A 2014-es Monocle-rangsor szerint Madrid a tizenhetedik legélhetőbb város a világon.
Madrid számos szervezet felső vezetésének ad otthont: az Egyesült Nemzetek Turisztikai Világszervezete (UNWTO), az Ibero-Amerikai Államok Szervezete (OEI), a Közérdekű Felügyeleti Tanács (PIOB) és az Ibero-Amerikai Főtitkárság (SEGIB). A város a nemzetközi spanyol nyelvi szabályozó hatóságok: a Spanyol Királyi Akadémia (RAE) és az Instituto Cervantes központja is.
Bár Madrid modern infrastruktúrával rendelkezik, számos történelmi negyede és utcája még mindig megőrizte eredeti megjelenését és sajátos hangulatát. Madrid vezető látnivalói közé tartozik a Királyi Palota (Palacio Real), a Királyi Színház, a Buen Retiro Park, a Nemzeti Könyvtár épülete, számos galéria és múzeum, mint például a Museo del Prado, a Museo Reina Sofía és a Museo Thyssen-Bornemisza. A Plaza de Cibeles palotája és szökőkútja a város szimbóluma.
Madrid ad otthont két világhírű futballklubnak, a Real Madridnak és az Atlético Madridnak. A város mottója spanyolul: "Fui sobre agua edificada, mis muros de fuego son." – magyarul: "Vízre épültem, a falaim tűzből vannak."

## Fekvése
Az Ibériai-félsziget közepén, Új-Kasztília síkságán, a Mezeta fennsíkján, a Meaques patak és a Manzanares folyó, illetve anyafolyója, a Jarama partján, az ország mértani középpontjától néhány km-re található. Tengerszint feletti magassága: 665 m, amivel Európa egyik legmagasabban fekvő városa.
A várostól mintegy 50 km-re északra emelkedik a Sierra de Guadarrama és északnyugatra a Sierra de Gredos, délen a Toledói-hegyek, délkeleten és keleten pedig a La Mancha-fennsík határolja.

## Népesség
A város népességének változása:
| Lakosok száma | 542 739 | 1 041 767 | 3 120 941 | 3 010 492 | 2 957 058 | 3 128 600 | 3 265 038 | 3 141 991 | 3 334 730 | 3 416 771 |
|               | 1897    | 1930      | 1970      | 1991      | 2001      | 2006      | 2011      | 2015      | 2020      | 2024      |

## Története

### A városnév eredete
A város elnevezésének legelső dokumentált formája az arab megszállás alatti időkből származó Madzsrít, amelyet óspanyolul Magerit [maʒeˈrit] alakban írtak át. Az arab Madzsrít, valamint a modern Madrid név a legvalószínűbbnek tartott elmélet szerint pedig a latin MATRIX, MATRICE(M) (’anyaváros’) középkori újlatin (mozarab) fejleményéből származik. A szó a mai spanyolban is létezik matriz, -ices alakban, főként ’anyaméh’ jelentésben.

### A város története

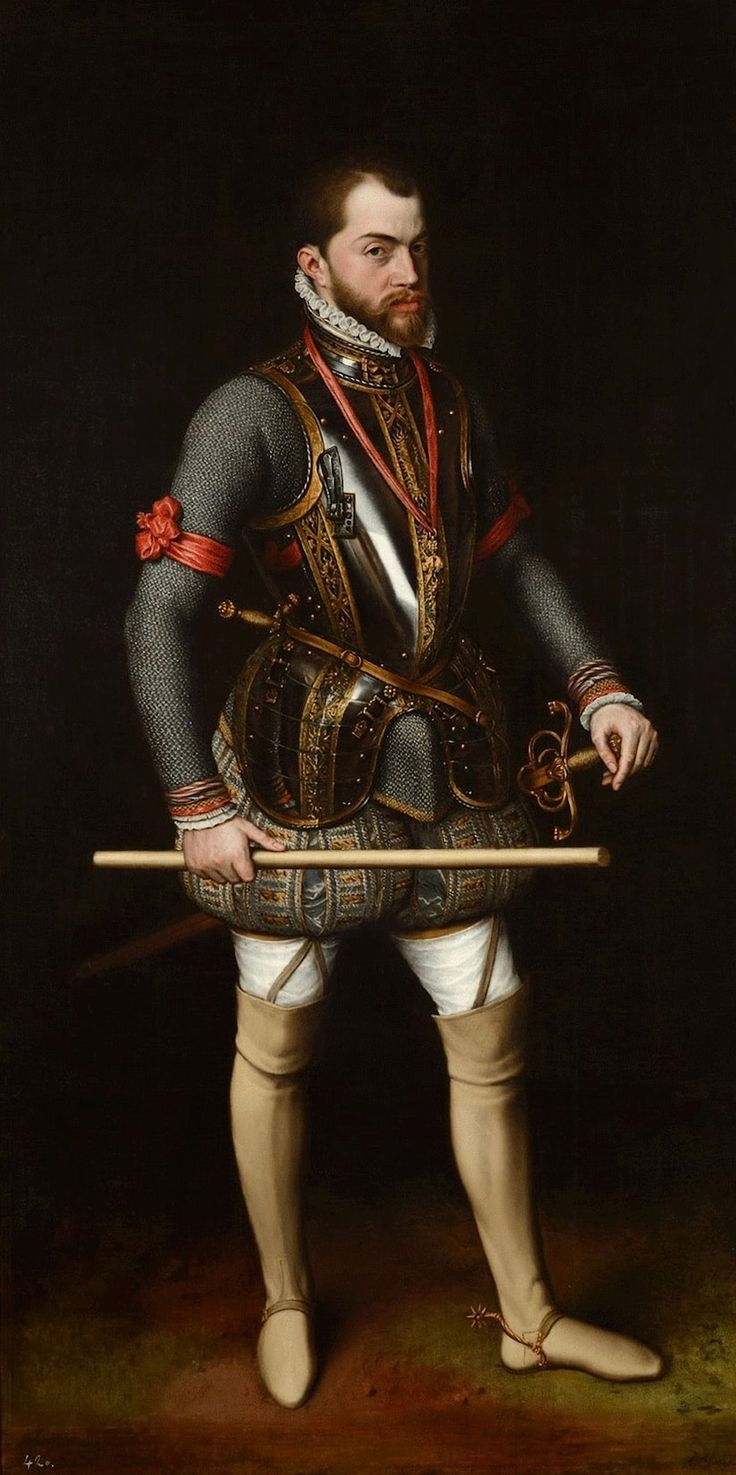
II. Fülöp király

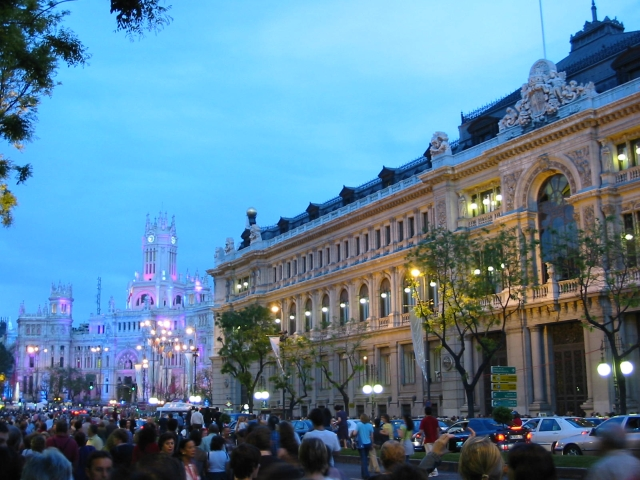
A Banco de España

- Az 1862-ben megkezdődött régészeti feltárások szerint 25 000 évvel ezelőtt Madrid környékén állt Európa egyik legnagyobb paleolit települése a Manzanares partján. A folyó jobb partján egy mamut maradványait és megmunkált kőeszközöket találtak. Az 1917-es feltárások során újabb kerámiákat és edényeket találtak az újkőkorszakból.
- A régészeti leletek alapján megállapítható, hogy a vaskorban épültek az első erődítményszerű települések, amelynek falait faágakból és kövekből készítették.
- Madrid tulajdonképpeni története a mórokkal kezdődött, amikor 852-től 886-ig II. Abdar-Rahman uralkodása alatt városfalrendszert építettek ki. A város ekkor az arabok északi megfigyelőpontjaként működött.
- A korabeli Madridban sem a művészetek, sem a kézműipar nem fejlődött, csupán az öntözhető földek miatt támadták. 932 volt az első történelmi dátum, amikor II. Ramiro, León királya seregével leromboltatta a városfalat, majd elfoglalta és kifosztotta Madridot. A lakosok nem építették újjá a várost.
- 1047-ben az első kasztíliai uralkodó I. Ferdinánd seregei támadták ismét a várost.
- 1083-ban az arabok már nem tudták tartani a várost, ezért átadták VI. Alfonz kasztíliai királynak. A székhely funkcióját azonban továbbra is – a 16. század közepéig – Toledo töltötte be.
- Madrid első városi kiváltságait VII. Alfonztól kapta 1152-ben, majd 1202-ben VII. Alfonz unokájától, VIII. Alfonztól igazi városi szabadságlevelet kapott.
- VIII. Alfonz sok törvényt hozott, amely a várost elindította a felemelkedés felé. A királyok egyre gyakrabban látogattak Madridba, illetve a 13. században új betelepülők érkeztek.
- IV. Ferdinánd 1309-ben a városban hívta össze a kasztíliai rendi gyűlést, majd fia XI. Alfonz szintén itt tartotta meg 1329-ben és 1335-ben.
- XI. Alfonz 1346-ban a városnak újabb városi jogokat, illetve városháza alapítására felhatalmazó kiváltságot adományozott, valamint megalapította Madrid első közoktatási intézményét, az Escuela de Gramáticát.
- 1561 óta Spanyolország központja, mikor II. Fülöp idehelyeztette udvartartását. Véglegesen azonban csak 1606-ban vált fővárossá.
- 1625-1635 között a gyors léptekkel fejlődő 4 km² területet IV. Fülöp fallal vetette körül, mely vámfunkciókat is szolgált.
- 1759-1788 között III. Károly idején óriási fejlődésen ment keresztül Madrid. Ekkor jöttek létre a minisztériumok, a Prado, a Csillagvizsgáló, a Nyomda, a Lovarda, a Banco de España őse, kórházak, iskolák, közvilágítás, rendőrség, lottó született. A jezsuiták kiűzésének ideje.
- 1804-ben nagy földrengés rázta meg a fővárost.
- A 19. században lebontották a falakat, egykori nyomvonaluk körútrendszernek adott helyet (északon: boulevar, keleten: paseo, délen: ronda). A város a körutakon kívül is gyors terjeszkedésnek indult, ez az Ensanche időszaka, a múlt század közepének 250 ezres lakossága félmillióra gyarapodott.
- 1936-1939 között a polgárháború megakasztotta a fejlődést, 1939 márciusában adták át Francónak Madridot.
- Az 1960-as években bevándorlók tömege érkezett, hatalmas építkezések kezdődtek a város peremén. 1992-ben az Európa kulturális fővárosa címet viselte, a művészetek fővárosának is hívják, ma majdnem 5 milliós nagyváros.
- 2004. március 11-én volt a madridi terrormerénylet.

## Közigazgatása

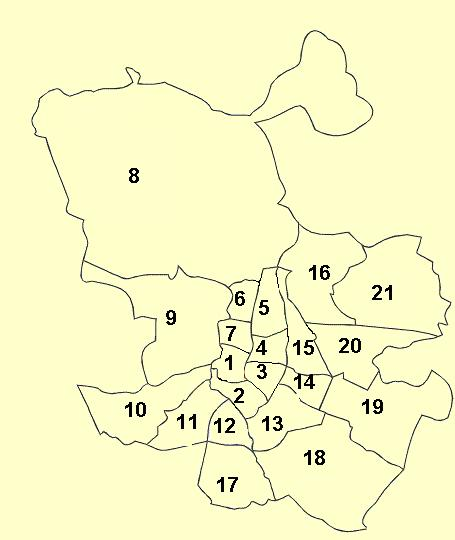
Madrid kerületei

Madrid közigazgatásilag 21 kerületre (distrito) osztható, a kerületek pedig több negyedből (barrio) állnak. Kerületei, illetve azon belül negyedei a következők:
1. Centro: Palacio, Embajadores, Cortes, Justicia, Universidad, Sol.
2. Arganzuela: Paseo Imperial, Acacias, Chopera, Legazpi, Delicias, Palos de Moguer, Atocha.
3. Retiro: Pacífico, Adelfas, Estrella, Ibiza, Jerónimos, Niño Jesús.
4. Salamanca: Recoletos, Goya, Fuente del Berro, Guindalera, Lista, Castellana.
5. Chamartín: El Viso, Prosperidad, Ciudad Jardín, Hispanoamérica, Nueva España, Pza. Castilla.
6. Tetuán: Bellas Vistas, Cuatro Caminos, Castillejos, Almenara, Valdeacederas, Berruguete.
7. Chamberí: Gaztambide, Arapiles, Trafalgar, Almagro, Vallehermoso, Ríos Rosas.
8. Fuencarral-El Pardo: El Pardo, Fuentelarreina, Peñagrande, Barrio del Pilar, La Paz, Valverde, Mirasierra, El Goloso.
9. Moncloa-Aravaca: Casa de Campo, Argüelles, Ciudad Universitaria, Valdezarza, Valdemarín, El Plantío, Aravaca.
10. Latina: Los Cármenes, Puerta del Ángel, Lucero, Aluche, Las Águilas, Campamento, Cuatro Vientos.
11. Carabanchel: Comillas, Opañel, San Isidro, Vista Alegre, Puerta Bonita, Buenavista, Abrantes.
12. Usera: Orcasitas, Orcasur, San Fermín, Almendrales, Moscardó, Zofio, Pradolongo.
13. Puente de Vallecas: Entrevías, San Diego, Palomeras Bajas, Palomeras Sureste, Portazgo, Numancia.
14. Moratalaz: Pavones, Horcajo, Marroquina, Media Legua, Fontarrón, Vinateros.
15. Ciudad Lineal: Ventas, Pueblo Nuevo, Quintana, La Concepción, San Pascual, San Juan Bautista, Colina, Atalaya, Costillares.
16. Hortaleza: Palomas, Valdefuentes, Canillas, Pinar del Rey, Apóstol Santiago, Piovera.
17. Villaverde: San Andrés, San Cristóbal de los Ángeles, Butarque, Los Rosales, Los Ángeles.
18. Villa de Vallecas: Casco Histórico de Vallecas, Santa Eugenia.
19. Vicálvaro: Casco Histórico de Vicálvaro, Ambroz.
20. San Blas: Simancas, Hellín, Amposta, Arcos, Rosas, Rejas, Canillejas, Salvador.
21. Barajas: Alameda de Osuna, Aeropuerto, Casco Histórico de Barajas, Timón, Corralejos.

## Éghajlata
Az éghajlat Madridban kontinentális mediterrán, amit nagyban befolyásolnak a városi körülmények. Az átlagos hőmérséklet 12 °C. A város a szárazföld belsejében egy fennsíkra épült, emiatt a telek viszonylag hidegek, nem ritkák a fagyok és alkalmanként havazik is.  A nyár forró, augusztusban átlagosan 24 °C van.
| Hónap                                   | Jan. | Feb. | Már. | Ápr. | Máj. | Jún. | Júl. | Aug. | Szep. | Okt. | Nov. | Dec. | Év   |
| --------------------------------------- | ---- | ---- | ---- | ---- | ---- | ---- | ---- | ---- | ----- | ---- | ---- | ---- | ---- |
| Átlagos max. hőmérséklet (°C)           | 9,7  | 12,0 | 15,7 | 17,5 | 21,4 | 26,9 | 31,2 | 30,7 | 26,0  | 19,0 | 13,4 | 10,1 | 19,5 |
| Átlaghőmérséklet (°C)                   | 6,2  | 7,9  | 10,7 | 12,4 | 16,1 | 21,0 | 24,8 | 24,5 | 20,5  | 14,6 | 9,7  | 7,0  | 14,7 |
| Átlagos min. hőmérséklet (°C)           | 2,6  | 3,7  | 5,6  | 7,2  | 10,7 | 15,1 | 18,4 | 18,2 | 15,0  | 10,2 | 6,0  | 3,8  | 9,7  |
| Átl. csapadékmennyiség (mm)             | 37   | 35   | 26   | 47   | 52   | 25   | 15   | 10   | 28    | 49   | 56   | 56   | 436  |
| Havi napsütéses órák száma              | 148  | 157  | 214  | 231  | 272  | 310  | 359  | 335  | 261   | 198  | 157  | 124  | 2766 |
| Forrás: Agencia Estatal de Meteorologia |      |      |      |      |      |      |      |      |       |      |      |      |      |

## Gazdasága

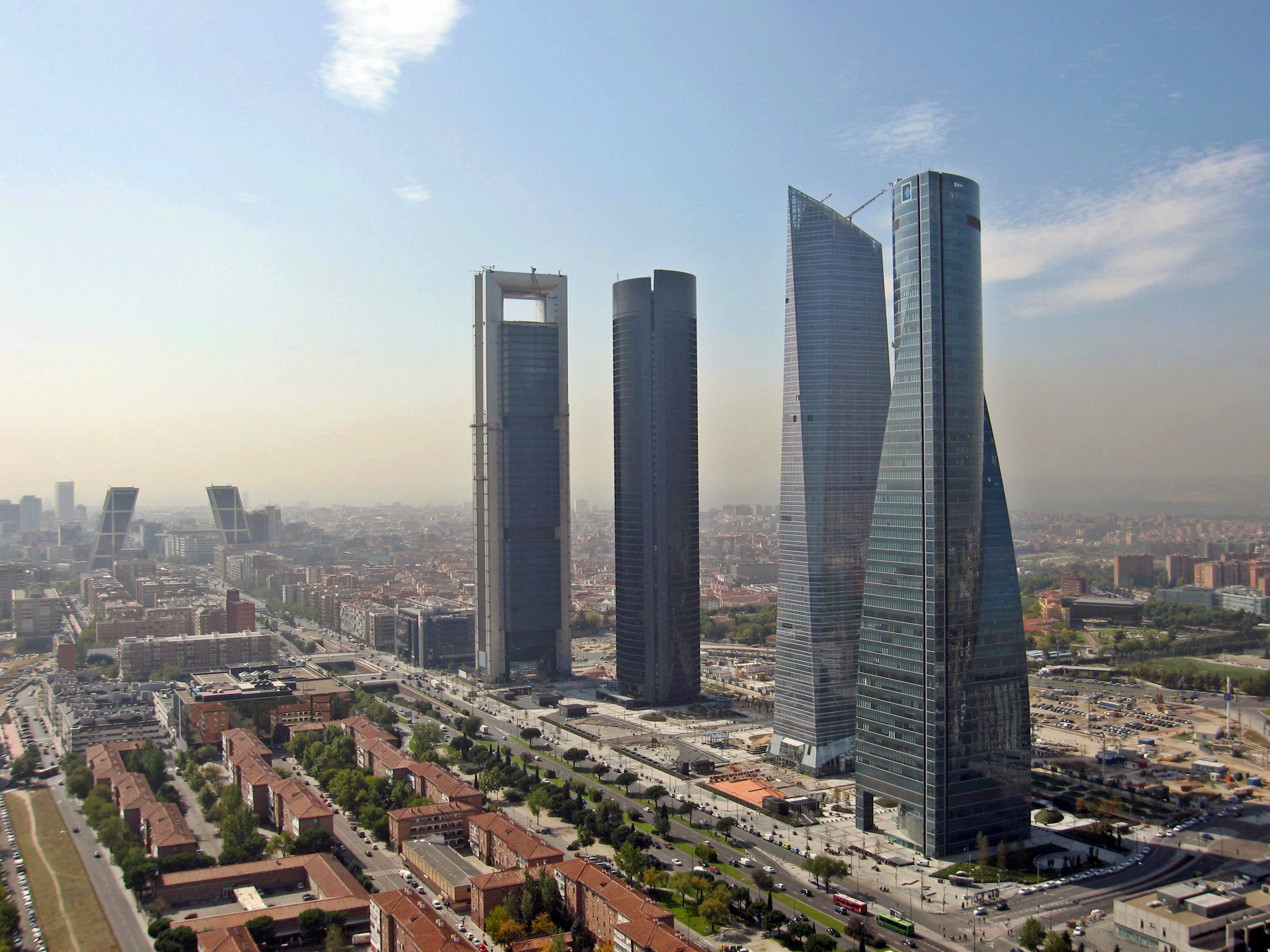
Cuatro Torres Business Area (CTBA)

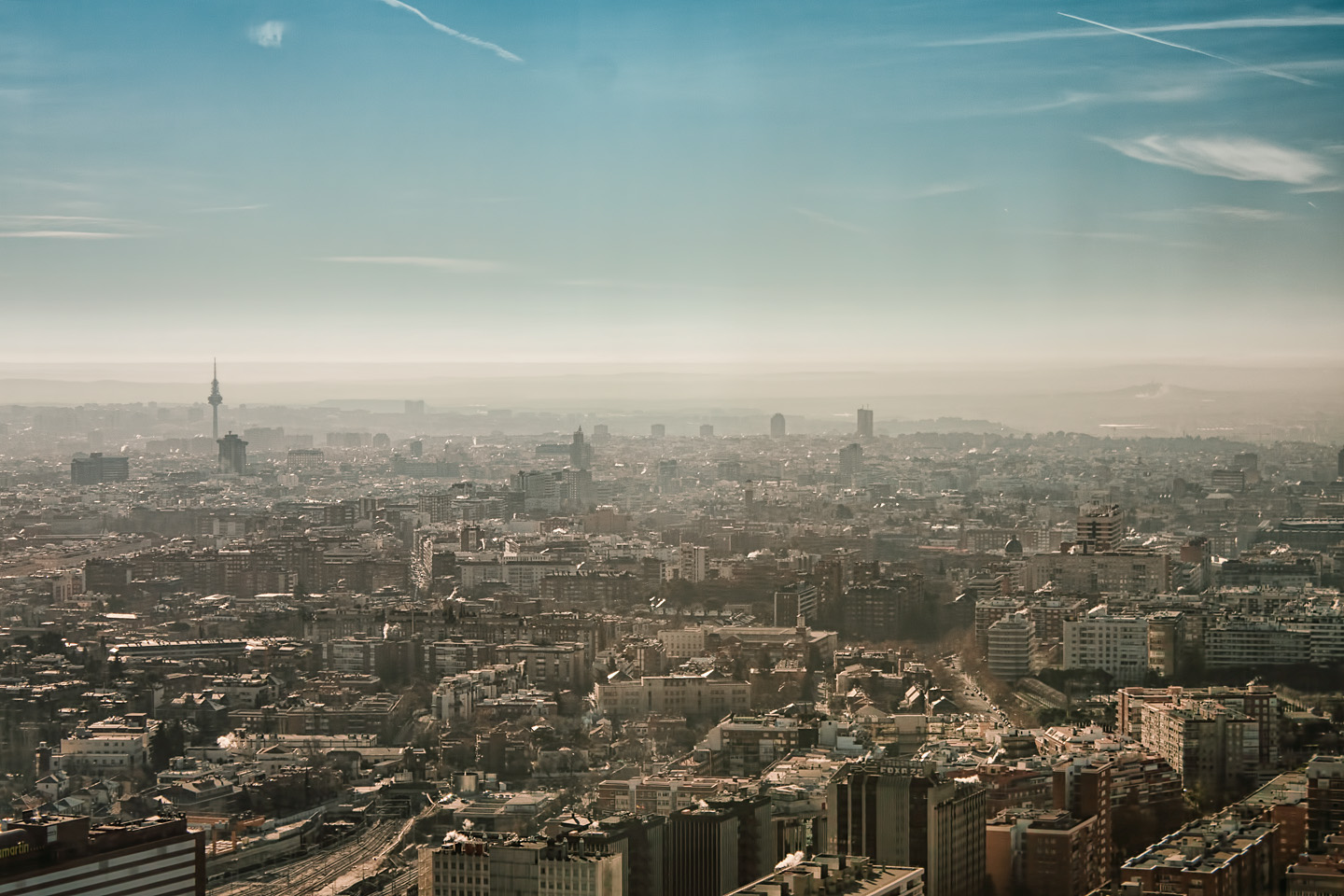
A város egy képe

A főváros aszályra hajló területen fekszik, 4 hónapon keresztül nem kap csapadékot, ezért létfontosságú kapcsolatok fűzik az északra húzódó hegyvidékekhez. Már a középkor óta a szomszédos hegyekből vezetett föld alatti csatornák látták el vízzel, majd a múlt század közepétől nyitott csatornán érkezett ide a Lozoya folyó vize. A város mai napi vízigényének kielégítésére valamennyi közeli folyón duzzasztótavakat létesítettek. Villamos energiájának ellátására a Duero és Tajo folyókon Aldeadávilánál és Alcantaránál épített vízerőművekből, illetve Ponferrada hőerőművéből és Zorita atomerőművéből vezetik ide az áramot.
Madrid a tengerparttól távol fekszik és számottevő nyersanyaglelőhely sincs a közelében, mégis kb. 6600 üzemben folyik itt az ipari termelés 80%-a.
A városban egyetlen összefüggő ipari övezet alakult ki, amely a város két déli pályaudvaráról (Atocha, Imperial) kiinduló vasútvonalak által átszőtt területen található.
Iparának 66%-a nehézipar, kiemelkedő az elektronika és a gépgyártás. Második legfontosabb ágazata a könnyűipar, amely a cipő- és a ruházati iparnak köszönhető, de fontos élelmiszeripara is. Említésre méltó Madridban a filmgyártás.

### Közlekedés

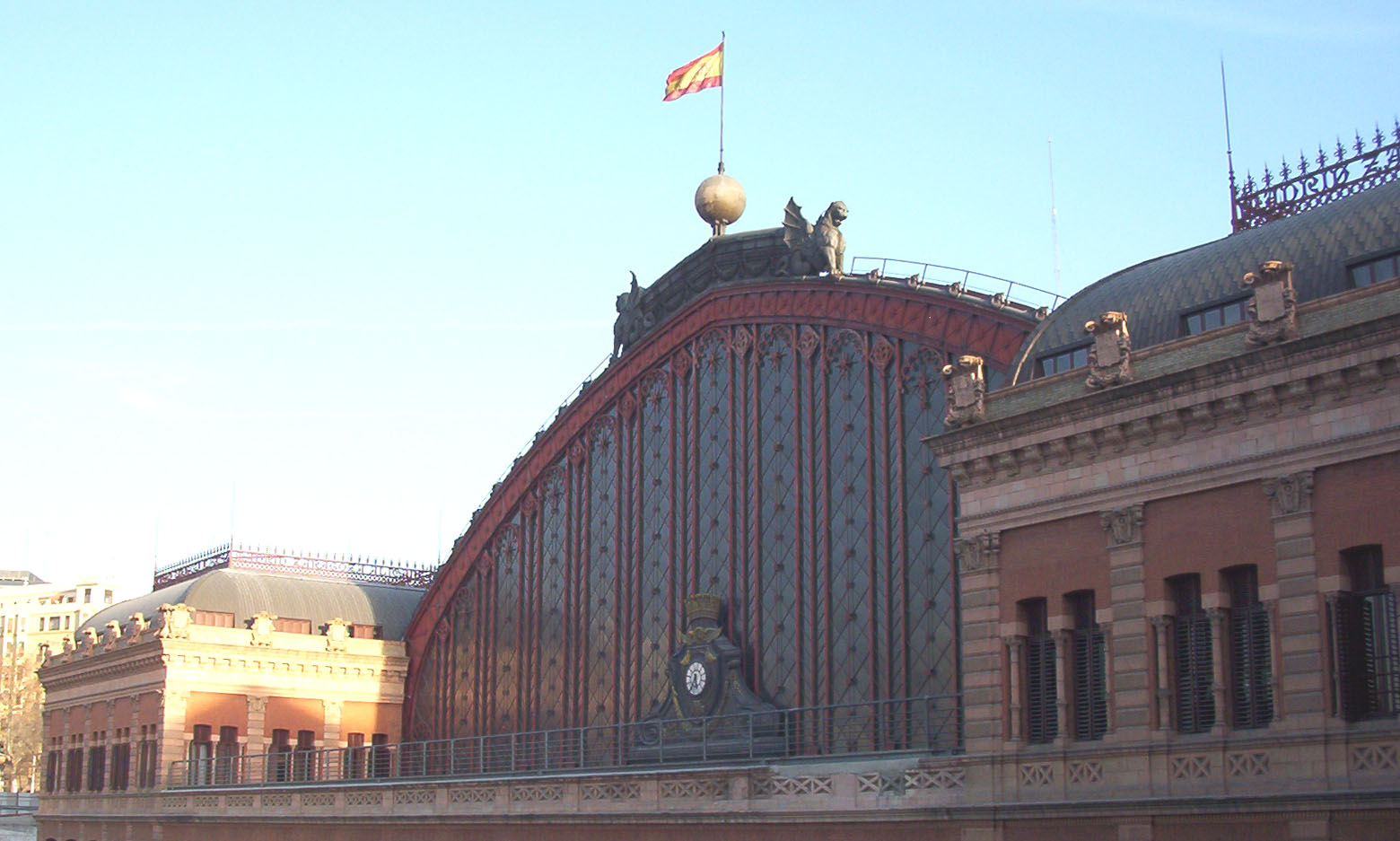
A Madrid Atocha pályaudvar homlokzata

Madrid Spanyolország legnagyobb közlekedési csomópontja. 

#### Vasút
- Cercanías Madrid

Rendkívül kiemelkedő vasúti hálózattal rendelkezik: északon a Chamartín és az Estación del Norte (Északi pályaudvar), délen Madrid Atocha pályaudvar, amely összeköttetésben áll a Chamartínnal. Az AVE nagysebességű vonatok egyik fontos csomópontja hisz Barcelonába, Málagába és Sevillába 2,5 óra , Valenciába 1,5 óra alatt ér le.

#### Metró
- Madridi metró

A madridi metró (spanyolul: Metro de Madrid) egy metrórendszer, amely Spanyolország fővárosát, Madridot szolgálja ki. A rendszer a világ 14. leghosszabb gyorsvasúti rendszere, teljes hossza 296,6 km. 1995 és 2007 közötti növekedése révén akkoriban a világ leggyorsabban növekvő hálózatai közé tartozott. Az európai adósságválság azonban jelentősen lassította a bővítési terveket, sok projektet elhalasztottak vagy töröltek. A spanyol közúti és vasúti forgalommal ellentétben, ahol a járművek a jobb oldalon közlekednek, a madridi metró minden vonalán bal oldali forgalom van, mivel Madridban 1924-ig, azaz a rendszer üzembe helyezésétől számított öt évig a forgalom a bal oldalon haladt.
A vonatok minden nap reggel 6:00-tól éjjel 1:30-ig közlekednek, bár a hétvégeken ezt az ütemtervet 2020-ban reggel egy órával meghosszabbították. Ezenkívül a regionális kormányzat 2023-tól kezdődően ezeken a napokon a metróállomásokat éjjel-nappal nyitva kívánta tartani.. Eddig csak a 2017-es World Pride és a 2021-es madridi hóvihar idején maradt nyitva 24 órán keresztül.
2007-ben megnyílt a metrót kiszolgáló könnyűvasút-hálózat, a Metro Ligero („könnyű metró”).. A Cercanías rendszer a metróval együttműködve működik, állomásainak többsége hozzáférést biztosít a földalatti hálózathoz.

#### Repülőtér
Metróval rövid idő alatt elérhető nemzetközi repülőtér található a várostól 10 km-re (Barajas), amely Európa első 10 legforgalmasabb légiközlekedési csomópontjaihoz tartozik.

### Média
A városban számos médiatársaság székháza üzemel: Spanyolország közszolgálati médiája, az RTVE, magán médiatársaságok mint Atresmedia, Mediaset España Comunicación és a Movistar+. A Netflix egyik fontos produkciós központja is Madridban székel.
Az RTVE, közszolgálati médiának az összes televíziós csatornájának, rádióállomásának a város északnyugati részén fekvő Pozuelo de Alarcónban van a székháza és gyártóbázisa.
Az Atresmedia (ami az Antena 3, La Sexta, Onda Cero csatornákat üzemelteti) központja San Sebastián de los Reyesben van, Madrid északi részén. A Telecinco, Cuatro csatornákat fenntartó Mediaset España Comunicación társaság Alcobendasban.
Madrid központjában, a Gran Vía-n található a PRISA médiatársaság székháza, ahonnan a spanyol nyelvű világ egyik legismertebb rádiójának, a Los 40 központja is van.

## Kultúra
Madrid kiemelkedő gazdasági és politikai szerepe mellett Spanyolország tudományos és kulturális életének is központja.

### Oktatás
- Universidad Complutense (Universidad Complutense de Madrid)
- Autonóm Egyetem (Universidad Autónoma de Madrid)

### Nevezetességek
A Real Madrid labdarúgócsapat stadionja a Santiago Bernabéu.

### Múzeumok

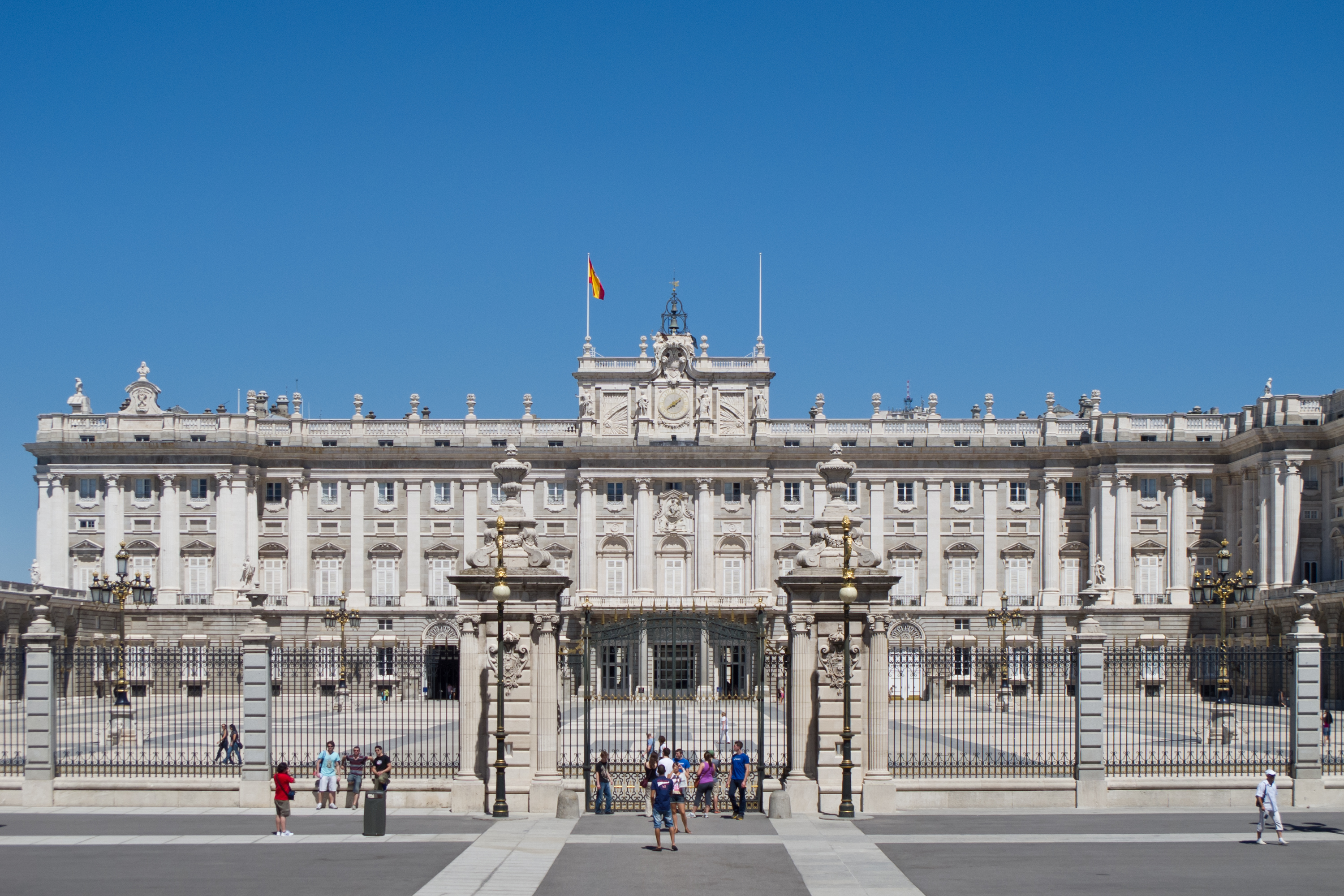
A királyi palota Madridban

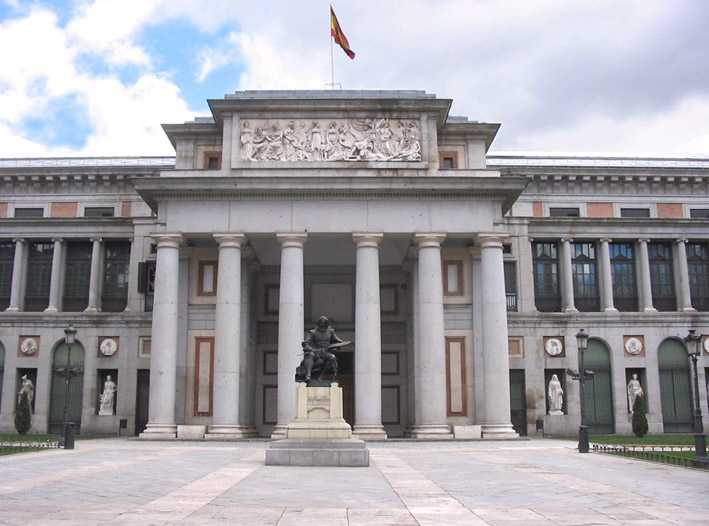
A Prado

- Prado: a világ egyik legnagyobb művészeti kincsestára a Madridi Nemzeti Múzeum El Greco, Velázquez, Murillo, Goya, Botticelli, Tiziano, Rembrandt és más alkotók felbecsülhetetlen értékű műveivel. Az ország egyik leglátogatottabb múzeuma.
- Zsófia Királyné Kulturális Központ: Nemzeti Múzeum, elsősorban 20. századi műveket mutat be, itt állították ki Picasso Guernicáját, J. Gris, Miró, Dalí festményeit, Julio González és Gargallo szobrait. A század második feléből Chillida és Tápies illetve még sok más művész alkotásait őrzi.
- Nemzeti Régészeti Múzeum: 1895-ben nyitotta meg kapuit, gazdag anyaga kelta, pun, görög, római, ókeresztény és vizigót archeológiai emlékeket, festményeket és szobrokat, középkori és modern iparművészeti kincseket, illetve éremgyűjteményt őriz.
- Nemzeti Iparművészeti Múzeum: 19. századi épületben kapott helyet a kerámiákat, üvegtárgyakat, bőripari alkotásokat felvonultató, főleg 19-20. századi érdekességeket bemutató gyűjtemény.
- Természettudományi Nemzeti Múzeum: 1752-ben VI. Ferdinánd alapította meg anyagát, mely geológiai, paleontológiai, zoológiai érdekességek, és ásványkiállítás. A legrégebbi fosszília 550 millió esztendős.
- Királyi palota (Palacio Real vagy Palacio de Oriente): Az ország legnagyobb barokk palotája, Madrid fő turistalátványossága. Fogadótermeit ünnepélyes alkalmakkor ma is igénybe veszi a király, akit 1975. november 27-én itt koronáztak meg. V. Fülöp megbízásra készült épület, kiállítása III. Károly lakosztályai, a kápolna, a Bourbon-termek, az értékes németalföldi gobelingyűjtemény, festménygyűjtemény, Királyi könyvtár, Fegyvertár és a kertben a királyi hintókat bemutató Kocsimúzeum.
- Szent Ferdinánd Királyi Művészeti Akadémia: VI. Ferdinánd alapította művészeti gyűjtemény El Greco, Morales, Juan de Juanes, Ribera, Zurbarán, Murillo, Velázquez, Goya, Rubens festményeivel és freskóival, Pedro de Mena, Bennliure, Gargallo szobraival.
- Thyssen-Bornemisza Múzeum: festészeti tárgyú gyűjtemény, mely a 14-20. század anyagát dolgozza fel. A Villahermosa-palotában kapott helyet a privát tulajdonú múzeum, mely 700 művész alkotásait tárja a látogatók elé. Ghirlandaio, Van Eyck, Dürer, Caravaggio, Renoir, Degas, Cézanne, Gauguin, Van Gogh, Picasso, Juan Gris, Miró alkotásaiban gyönyörködhetnek.
- Museo de Aeronáutica y Astronáutica: repülőmúzeum Madridban Alcorcón határánál, a Cuatro Vientos repülőtérnél.
- Museo del Ferrocarril de Madrid: vasúti múzeum. Egyike a világ legnagyobb vasúti múzeumainak.
- Művészeknek állított emlékmúzeumok:
  - Sorolla-múzeum
  - Lázaro Galdiano Múzeum (Museo de Lázaro Galdiano)

### További látnivalók

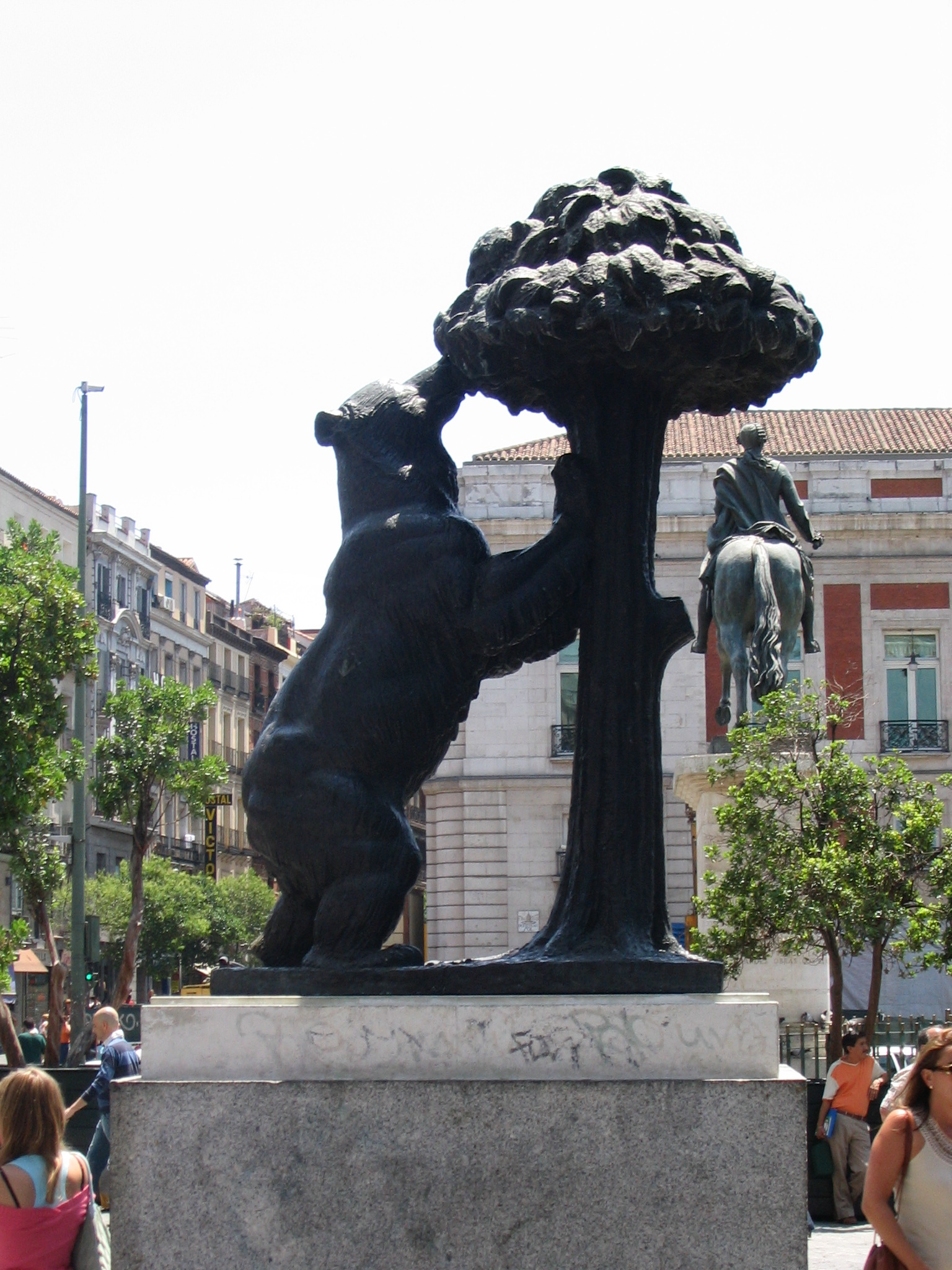
Puerta del Sol, a város jelképével

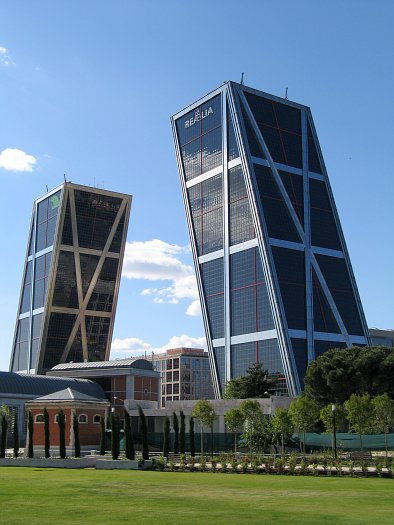
Puerta de Europa

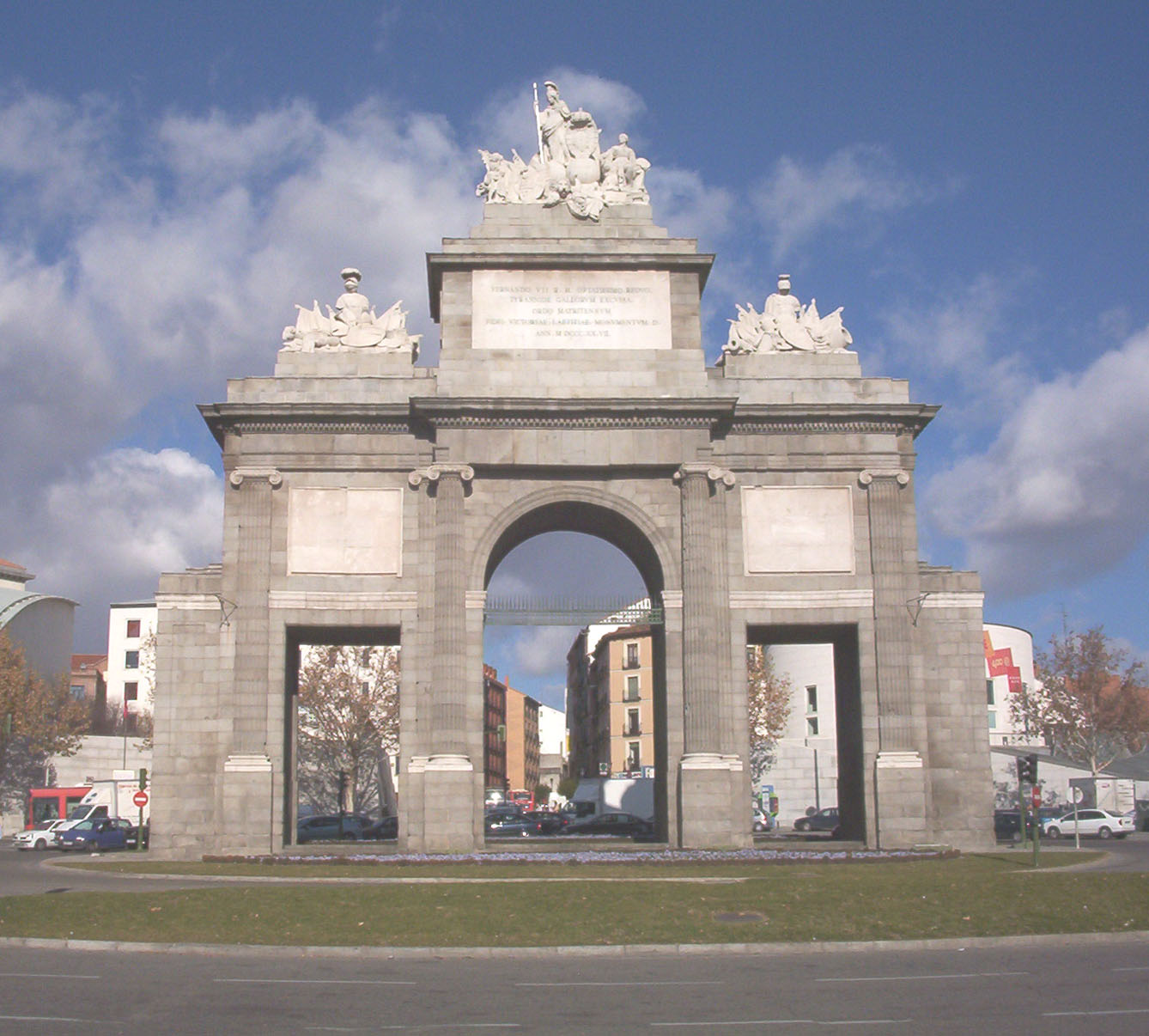
Puerta de Toledo

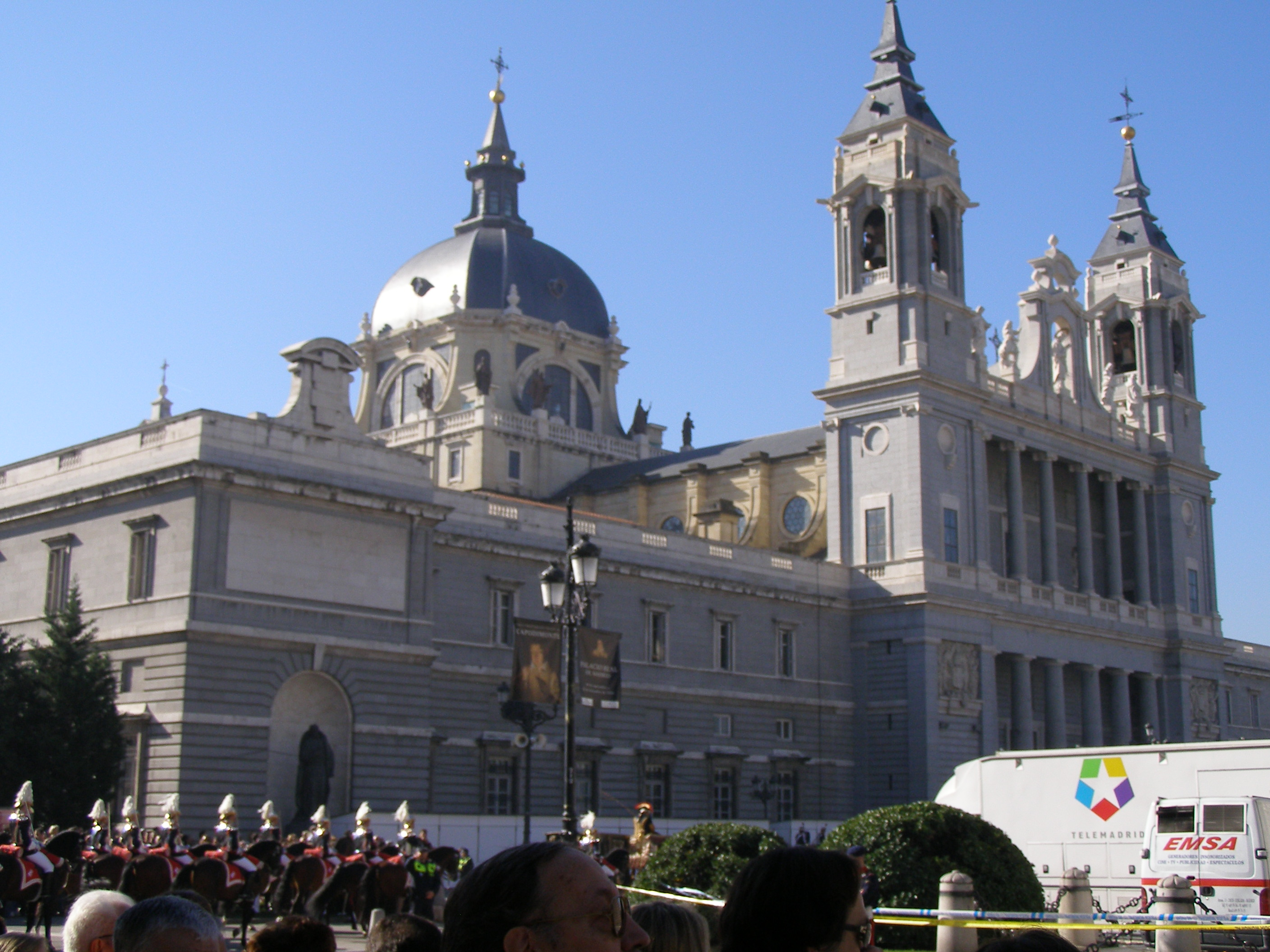
Almudena katedrális

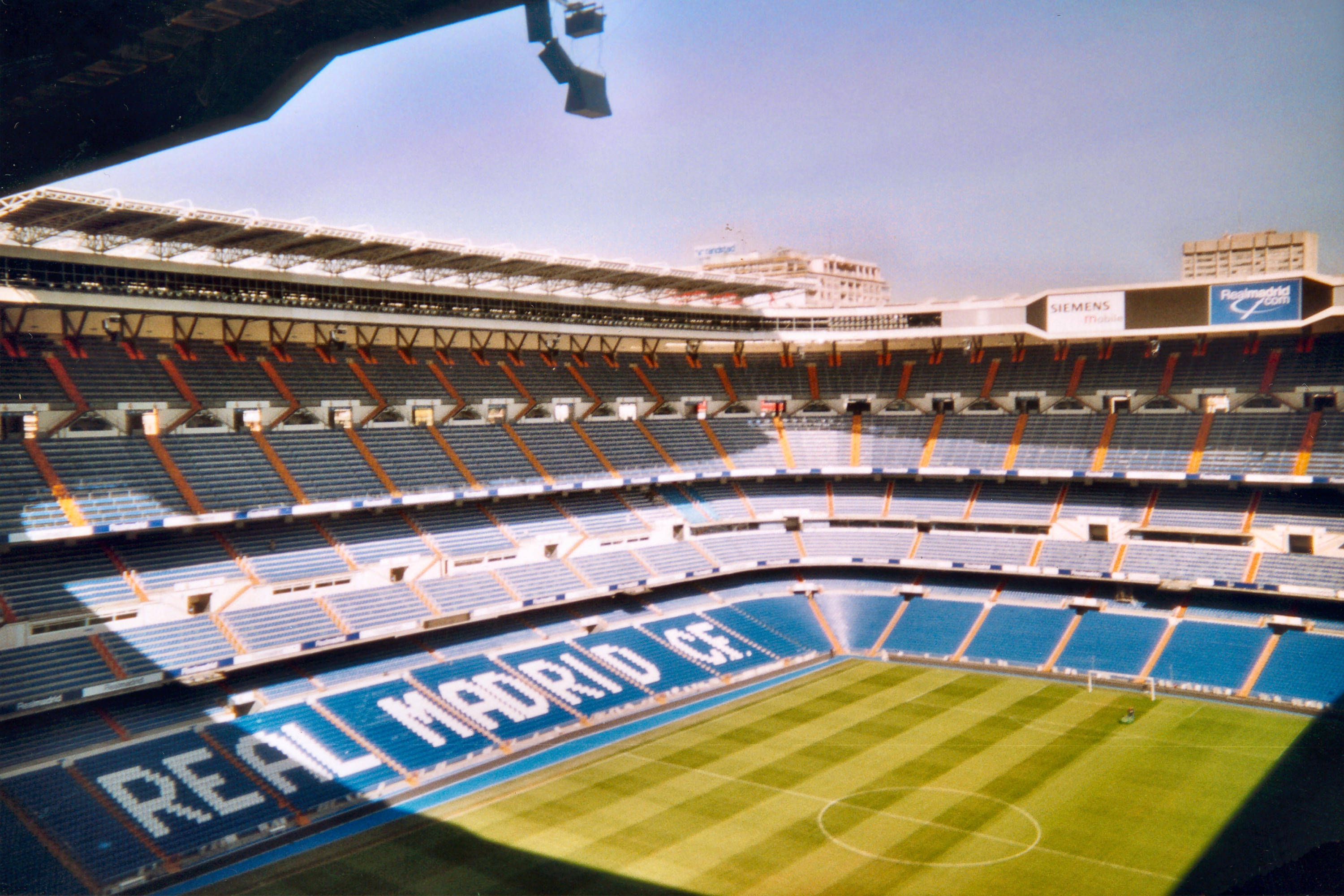
Santiago Bernabéu Stadion

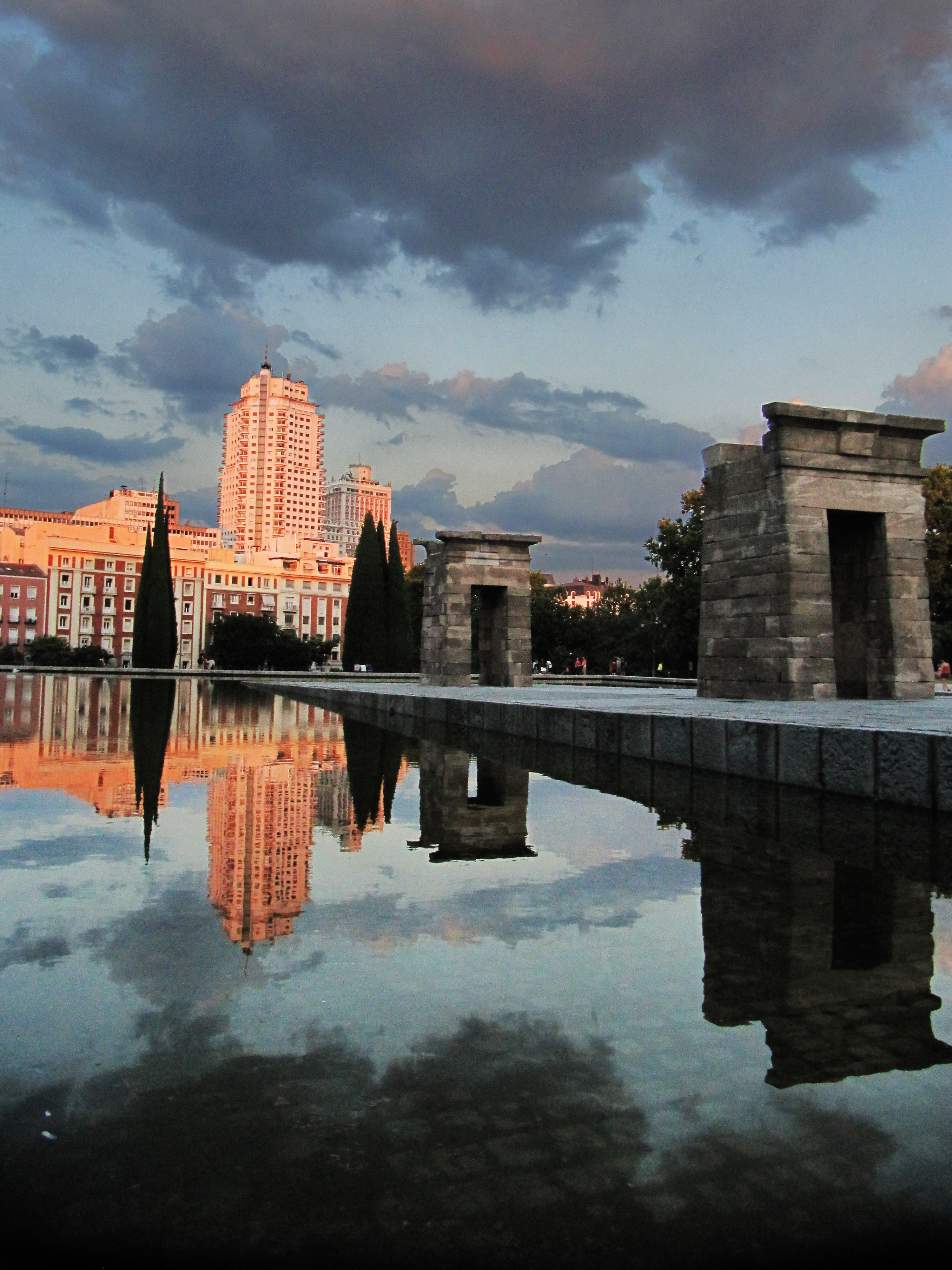
Debod templom

- Parque de Atracciones de Madrid (vidámpark): A Casa de Campóban, Madrid legnagyobb közparkjában található
- Puerta del Sol
  - Casa de Correos
- Iglesia de San Ginés
- La Encarnación – kolostor
- Plaza de Oriente
  - Királyi Palota (Palacio Real vagy Palacio Oriente)
  - Almudena székesegyház (Catedral de la Almudena)
- San Francisco el Grande-templom
- Iglesia de San Andrés
- Iglesia de San Pedro
- Plaza de la Villa
  - Városháza (Ayuntamiento)
  - Casa de Cisneros
  - Casa de los Lujanes
- Plaza Mayor: egykori főtér
  - Pékek háza (Casa de la Panadería)
  - Ministerio de Asuntos Exteriores
  - Biblioteca Musical
- Szent Izidor-templom (Iglesia de San Isidro)
- Colegio Imperial
- Puerta de Toledo
- Puente de Toledo
- Calle de Alcalá
  - A Calatravák templomai (Iglesias de las Calatravas)
- Plaza del Rey
  - Casa de Las Siete Chimeneas
  - Ministerio de Cultura
- Plaza de Cibeles
  - Banco de España
  - Palacio de Buenavista
  - Palacio de Linares
  - Palacio de Telecomunicaciones
  - Zarzuela Színház (Teatro de la Zarzuela)
  - Képviselőház (Congreso de los Diputados)
  - Lope de Vega háza (Casa de Lope de Vega)
- Paseo del Prado
  - Apolló-kút (Fuentes de Apolo)
  - Neptun-kút (Fuentes de Neptuno)
  - Obeliszk (Obelisco)
  - Casón del Buen Retiro
  - Spanyol Királyi Akadémia (Real Academia Española de la Lengua)
  - Iglesia de San Jerónimo el Real
  - Botanikus kert (Jardín Botánico)
- Retiro Park (Parque del Retiro)
  - XII. Alfonz – emlékmű (Monumento a Alfonso XII)
  - Velázquez-palota (Palacio de Velázquez)
  - Kristálypalota (Palacio de Cristal)
  - Ángel Caído-emlékmű (Monumento al Ángel Caído)
  - Emlékezés erdeje (Bosque de los Ausentes)
- Puerta de Alcalá
- Kolumbusz tér (Plaza de Colón)
  - Nemzeti Könyvtár (Biblioteca Nacional)
  - Kolumbusz-emlékmű (Monumento a Colón)
  - Centro Cultural de la Villa
  - Torres de Colón
  - Igazságügyi Palota (Palacio de Justicia)
  - Szent Borbála-templom (Iglesia de Santa Bárbara)
- Gran Vía: Madrid sétálóutcája, fő közlekedési útvonala a város közepén
  - Oratorio del Caballero de Gracia
  - Iglesia de San Martín
  - Iglesia de San Antonio de los Alemanes
  - Convento de San Plácido
  - Iglesia de San Antón de los Escaloios
- Plaza de España
  - Edificio España
  - Torre de Madrid
  - Cervantes-emlékmű (Monumento a Cervantes)
- Franciák hídja: történelmi nevezetességű vasúti híd

#### Felhőkarcolók
Madrid modern építészetének érdekességei a toronyházak, felhőkarcolók:

Madrid legmagasabb felhőkarcolóinak összehasonlító ábrája

| #  | Épület                               | Kép | Magasság (m) | Emeletek | Év   | Használat              | Körzet (koordináták)                                                                            | Megjegyzés |
| -- | ------------------------------------ | --- | ------------ | -------- | ---- | ---------------------- | ----------------------------------------------------------------------------------------------- | --- |
| 1  | Torre de Cristal                     |     | 249          | 50       | 2008 | Irodaház               | Fuencarral-El Pardo é. sz. 40° 28′ 41″, ny. h. 3° 41′ 14″40.478056°N 3.687222°WTorre de Cristal | Spanyolország 1. legmagasabb és az Európai Unió 3. legmagasabb felhőkarcolója (2010-es évek). A legfelső emeleten függőleges kert található. |
| 2  | Torre Cepsa (Torre Repsol)           |     | 248          | 49       | 2008 | Irodaház               | Fuencarral-El Pardo é. sz. 40° 28′ 32″, ny. h. 3° 41′ 16″40.475556°N 3.687778°WTorre Cepsa      | Spanyolország 2. legmagasabb és az Európai Unió 4. legmagasabb felhőkarcolója.                                                               |
| 3  | Torre PwC (Torre Sacyr Vallehermoso) |     | 236          | 52       | 2008 | Irodaház és hotel      | Fuencarral-El Pardo é. sz. 40° 28′ 36″, ny. h. 3° 41′ 16″40.476667°N 3.687778°WTorre PwC        | Spanyolország 3. legmagasabb és az Európai Unió 5. legmagasabb felhőkarcolója.                                                               |
| 4  | Torre Espacio                        |     | 224          | 56       | 2007 | Irodaház               | Fuencarral-El Pardo é. sz. 40° 28′ 44″, ny. h. 3° 41′ 12″40.478889°N 3.686667°WTorre Espacio    | |
| 5  | Caleido                              |     | 181          | 36       | 2020 | Irodaház               | Fuencarral-El Pardo é. sz. 40° 28′ 40″, ny. h. 3° 41′ 20″40.477778°N 3.688889°WCaleido          | |
| 6  | Torre Picasso                        |     | 156          | 43       | 1989 | Irodaház               | Tetuán é. sz. 40° 27′ 01″, ny. h. 3° 41′ 33″40.450278°N 3.692500°WTorre Picasso                 | |
| 7  | Torre de Madrid                      |     | 142          | 34       | 1957 | Residencial y hotelero | Moncloa-Aravaca é. sz. 40° 25′ 28″, ny. h. 3° 42′ 44″40.424544°N 3.712172°WTorre de Madrid      | |
| 8  | Torre Europa                         |     | 120          | 32       | 1985 | Irodaház               | Tetuán é. sz. 40° 27′ 06″, ny. h. 3° 41′ 30″40.451644°N 3.691572°WTorre Europa                  | |
| 9  | Edificio España                      |     | 117          | 26       | 1953 | Hotel                  | Centro é. sz. 40° 25′ 27″, ny. h. 3° 42′ 40″40.424111°N 3.711231°WEdificio España               | |
| 10 | Puerta de Europa Torre I             |     | 114          | 26       | 1996 | Irodaház               | Tetuán é. sz. 40° 28′ 01″, ny. h. 3° 41′ 25″40.467031°N 3.690147°WPuerta de Europa Torre I      | |
| 11 | Puerta de Europa Torre II            |     | 114          | 26       | 1996 | Irodaház               | Chamartín é. sz. 40° 28′ 00″, ny. h. 3° 41′ 17″40.466722°N 3.688114°WPuerta de Europa Torre II  | |
| 12 | Torres de Colón                      |     | 110          | 23       | 1976 | Irodaház               | Chamberí é. sz. 40° 25′ 33″, ny. h. 3° 41′ 28″40.425708°N 3.691008°WTorres de Colón             | |
| 13 | Castellana 81                        |     | 107          | 28       | 1981 | Irodaház               | Tetuán é. sz. 40° 26′ 52″, ny. h. 3° 41′ 31″40.447722°N 3.691917°WCastellana 81                 | |

### Természetvédelmi területei, parkjai
Madrid tágabb környezetében több természetvédelmi oltalom alatt álló terület is található. Nyugatra a Parque Natural de Monte de El Pardo, északon a Parque Regional de la Cuenca Alta del Manzanares és attól még északabbra, de még a sierrától délre a Parque Natural de la Peñalara. Mind kedvelt kiránduló és pihenő helyei a madridi lakosságnak. Madrid legnagyobb, és talán legszebb parkja a Lago, itt találjuk a Madridi állatkertet is. A város közepén a királyi füvészkert (Real Jardín Botánico de Madrid) hívogatja a természetszerető embert.

## Sport

### Labdarúgás
Madridnak öt labdarúgócsapata ismert,
- a Real Madrid, amelyet 1902-ben alapítottak s a 20. század legjobb csapata a FIFA szerint.
- az Atlético Madrid, amelyet 1903-ban alapítottak, s jelenleg a spanyol első osztályban (Primera División) szerepel. Otthona a Wanda Metropolitano Stadion, amely 2017-ben váltotta le az addig használt Vicente Calderón Stadiont.
- a szintén elsőosztályú Getafe CF
- a Rayo Vallecano
- és a Madrid külvárosában elhelyezkedő CD Leganés.

### Kosárlabda
- Egyik leghíresebb kosárlabdacsapata a Real Madrid Baloncesto.

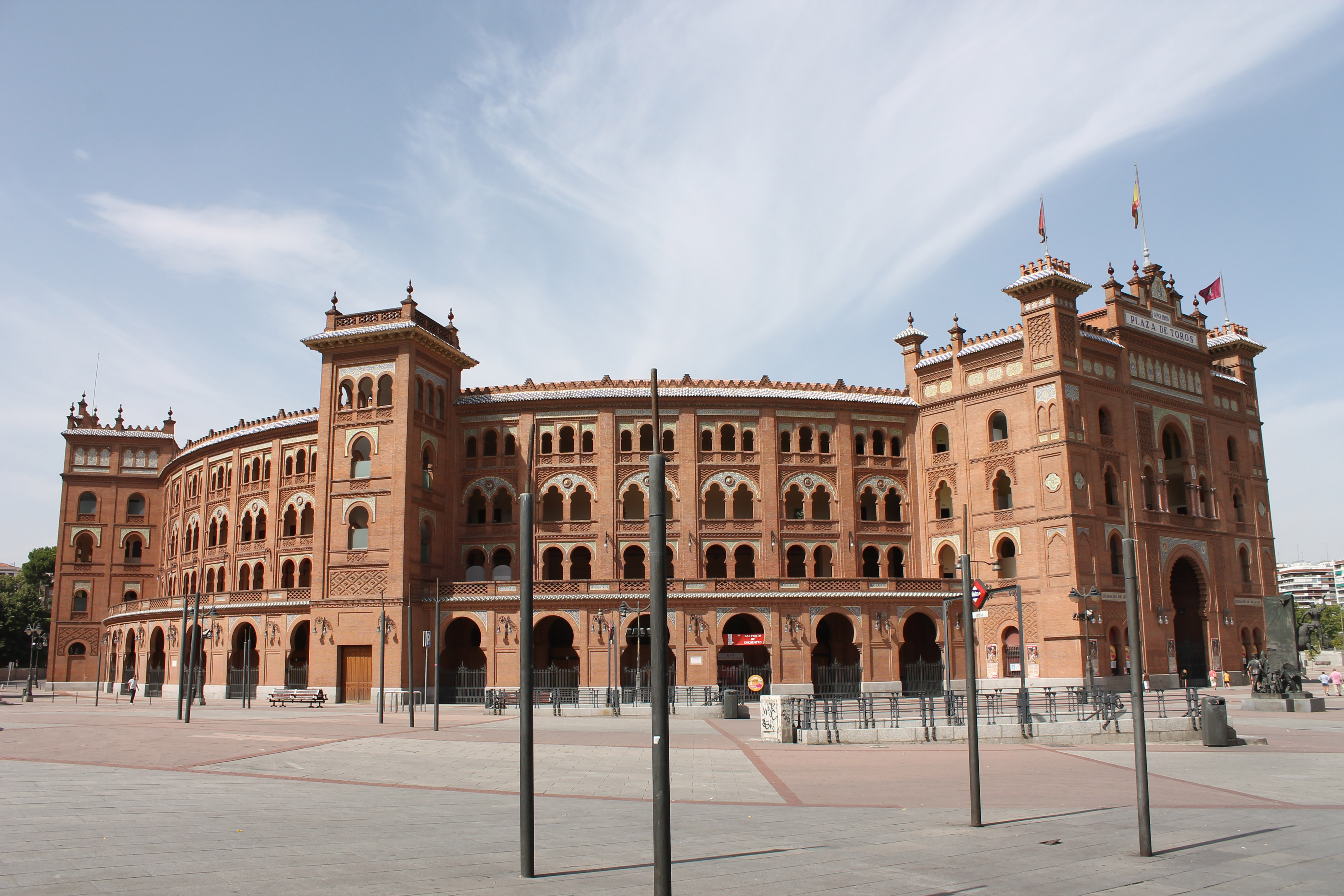
Las Ventas bikaviadal-aréna

### Sportlétesítmények
- Santiago Bernabéu-stadion (Estadio Santiago Bernabéu): a Real Madrid labdarúgó csapatának stadionja. Luis Alemany Soler és Manuel Muñoz Monasterio tervei szerint épült, 1947. december 14-én avatták fel. 107×72 m, 80 354 néző számára jut benn ülőhely.
- Wanda Metropolitano Stadion

Az Atlético de Madrid 2017-ben átadott stadionja, ahol 
67 000 ülőhely található. 
- Aréna (Plaza de Toros Monumental de las Ventas): a legnagyobb spanyol aréna neomudéjar stílusban épült 1922-1929 között, José Espeliú és Muñoz Monasterio építészek tervei alapján. 1931-ben avatták fel.

## Híres személyek

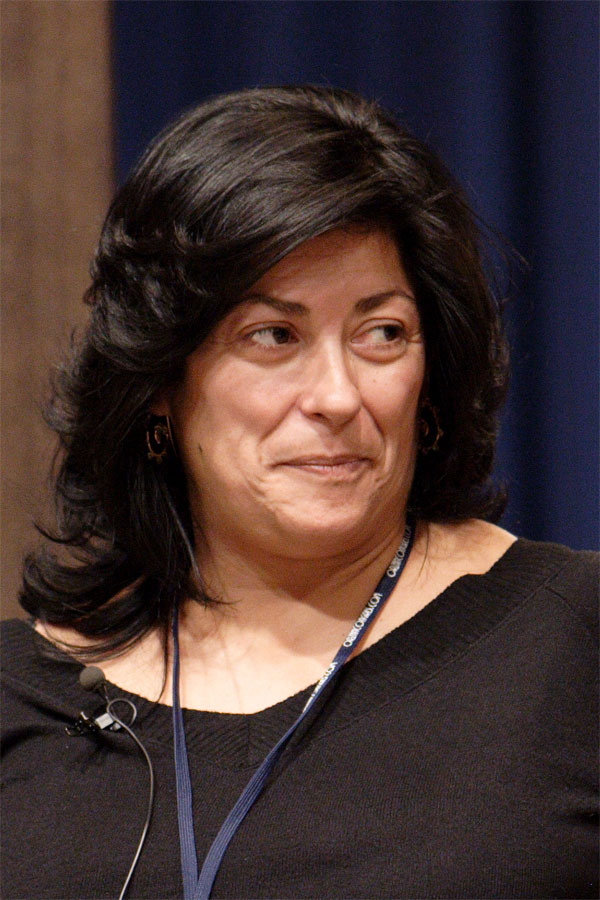
Almudena Grandes

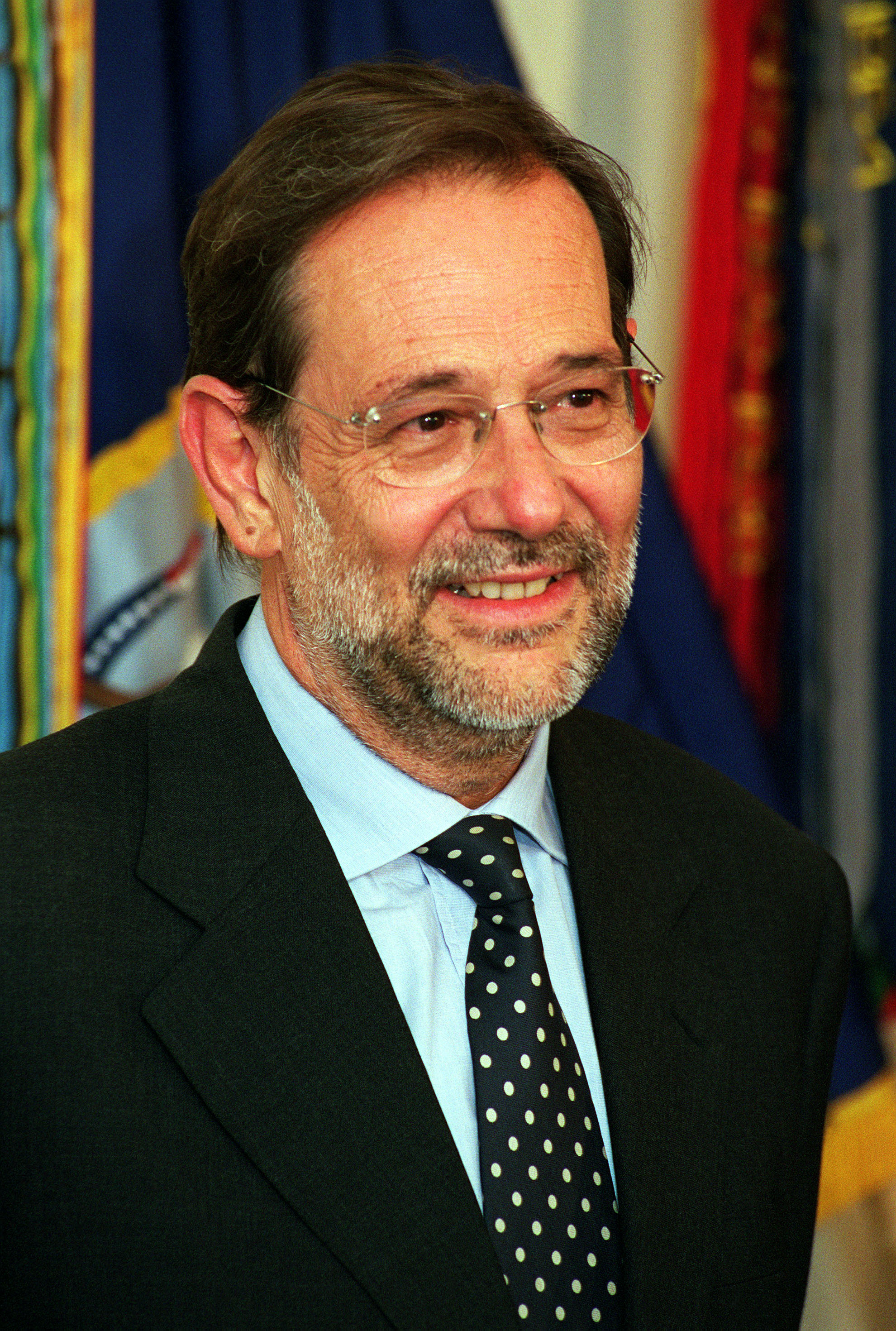
Javier Solana

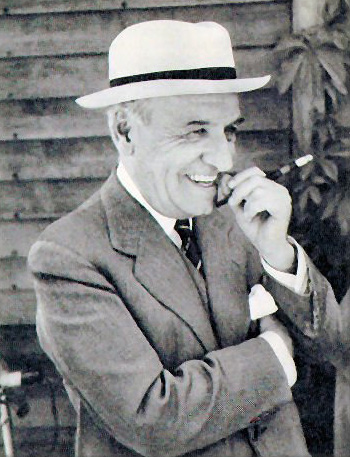
José Ortega y Gasset

### Építészek
- Eduardo Torroja y Miret, mérnök, építész
- Arturo Soria, városrendező, építész

### Képzőművészek
- Eduardo Arroyo, festőművész és grafikus
- Luis Feito, festőművész
- Juan Gris, spanyol-francia kubista festőművész

### Írók, költők
- Jacinto Benavente, drámaíró, Nobel-díjas (1922)
- Juan Benet, író
- Pedro Calderón de la Barca, drámaíró
- Antonio Coello, író
- José Echegaray, mérnök, matematikus, Nobel-díjas író és politikus
- Almudena Grandes, írónő
- Miguel Mihura, író
- Gabriel Tellez, drámaíró
- Lope de Vega, költő, drámaíró
- Francisco de Quevedo, író
- Antonio de Zamora, drámaíró

### Zeneszerzők, zeneművészek
- Tomás Luis de Victoria, zeneszerző
- Luigi Boccherini, zeneszerző
- Joaquín Rodrigo, zeneszerző
- Joaquín Turina, zeneszerző
- Cristóbal Halffter, zeneszerző
- Enrique Santiago, brácsaművész

### Színészek, énekesek
- Victoria Abril, színésznő
- Eloy Azorín, színész
- Mara Cruz, színésznő
- Penélope Cruz, színésznő
- Plácido Domingo, operaénekes
- Enrique Iglesias, énekes
- Julio Iglesias, énekes
- Massiel, énekesnő
- Adelina Patti, szoprán énekesnő

### Tudósok
- Francisco J. Ayala, biológus, genetikus, evolúciókutató
- José Ortega y Gasset, filozófus, szociológus és esszéíró
- Gonzalo Fernández de Oviedo, történész és államférfi
- Fernando Rielo, filozófus
- George Santayana, amerikai filozófus és író (spanyol származású)

### Politikusok
- Louis Blanc, francia szocialista
- Leopoldo Calvo-Sotelo Bustelo, spanyol politikus és miniszterelnök
- Enrique Barón Crespo, spanyol és EU politikus
- Francisco Largo Caballero, politikus, a II. Köztársaság miniszterelnöke
- Ana de Palacio, külügyminiszter
- Loyola de Palacio, politikusnő
- José Antonio Primo de Rivera, politikus, államfő
- Rodrigo Rato, politikus
- Javier Solana, politikus, EU külügyminiszter

### Sportolók
- Manuel Sanchís Hontiyuelo labdarúgó
- Manuel Santana teniszező
- Eduardo Chozas kerékpárversenyző
- Emilio Sánchez Vicario teniszező
- Carlos Sainz autóversenyző
- Emilio Butragueño labdarúgó
- Míchel labdarúgó
- Manuel Sanchís Hontiyuelo labdarúgó
- Rafael Martín Vázquez labdarúgó
- Raúl González Blanco labdarúgó
- Fernando Martín Espina kosárlabdázó
- Alberto Herreros kosárlabdázó
- Juan Antonio Corbalán kosárlabdázó
- Francisco Fernández Ochoa alpesi síző
- Blanca Fernández Ochoa alpesi síző
- Roberto Carretero teniszező
- Iker Casillas labdarúgó
- José Miguel González labdarúgó
- Miguel Angel Martin golfozó
- Virginia Ruano Pascual teniszező
- José Manuel Martínez könnyűatléta
- Sergio Ramos labdarúgó
- Fernando Torres labdarúgó
- Fernando Alonso Formula–1-es autóversenyző
- Rafael Nadal teniszező
- Alberto Contador kerékpárversenyző